# Groa
Groa er et pigenavn. Indenfor nordisk mytologi er Groa en vølve (seer) og udøver af seid. Groa var Aurvandil's kone. Groa var også gudinde for viden. 

## Etymologi
Groa knyttes etymologisk til norrønt gróa (= at gro, vokse, jfr "grøde"), men anvendelsen som navn på en vølve kan skyldes påvirkning fra det keltiske navn Groach/Gruach, med dobbeltbetydningen "(gammel) kvinde" og "spåkone" eller "heks".

## Mytologi
Groa er også nogle mytologiske personer, som er vølvere med helbredende evner.
Groa omtales i myten Thors kamp med Hrungner, der er kendt både fra Skáldskaparmál og Snorres Gylfaginning. Ifølge myten er hun gift med Aurvandil.
Gro er også navnet på en død vølve omtalt i Groa-galderet (= Groas tryllesang). Når hendes søn Svipdag af sin onde stedmor tvinges på frierfærd til gudinden Menglad, tvinges han til nekromantik for at vække sin mor til live, så hendes galdre (tryllesange) kan beskytte ham undervejs.
Viktor Rydberg mente, at disse to vølver var den samme person, fordi Aurvandils hustru Groa og Svipdags mor af samme navn begge omtales som gode vølver. Ud fra navnet tolkede han skikkelsen som en frugtbarhedsgudinde. Men så gammelt er navnet Groa ikke.
I Vatnsdæla saga fra 1200-tallet optræder en kvinde ved navn Groa, mor til Slette-Bjørn og efterkommer af hersen Gorm i Svitjod. I Gange-Rolvs saga optræder en Groa, der faktisk omtales som vølve og mor til bersærken Tord; hun skal også have fundet hans fosterbror Grim yderst på Læsøs strand.
I vikingetiden var Groa åbenbart et populært pigenavn, for ti personer af dette navn omtales i Landnamsbogen.
Et lignende navn dukker op igen, da Saxo i Gesta Danorum omtaler sagnkongen Gram, søn af Alvild og kong Skjold, og af Saxo sammenlignet med Herkules. Kong Gram skal have befriet den svenske prinsesse Gro fra et ægteskab med en jætte, og derefter giftet sig med hende.